# ドクターアイズ
株式会社ドクターアイズは、北海道札幌市中央区に本社を置くメガネや補聴器などを販売するチェーン店を運営する企業。独自の販売方法『メガネ3本セット9,900円』を軸として全国展開している。

## 概要
株式会社フィッシュランドのグループ会社で、メガネ及びサングラス、補聴器の販売を行い、小売店「メガネのドクターアイズ」の店舗展開を行っている。2016年12月現在、北海道地方を中心に全国に77店舗を展開。

## 沿革
- 1996年 - エリザベスメガネを創業。
- 2001年 - エリザベスメガネから店舗名をあいあい愛情メガネへ変更。
- 2001年 - あいあい愛情メガネから店舗名をアイラブメガネへ変更。眼鏡3本15,000円を開始。
- 2003年 - アイラブメガネから店舗名をドクターアイズへ変更。眼鏡3本9,900円を開始。
- 2005年 - 全国出店開始。
- 2008年 - 全国50店舗出店。
- 2011年 - 全国70店舗出店。
- 2012年 - 加工部門においてISO9001：2008認証取得
- 2014年 - 真空フレーム販売開始。
- 2015年 - ゴムプラ販売開始。
- 2016年 - 薄型レンズ標準装備。即日加工開始。みんなで買える3本セット9,900円を販売開始。
- 2021年 - ドクターアイズplusを展開。札幌市にOPEN。

## 類似形態の眼鏡量販店
- （メガネの）パリミキ・メガネの三城 - 株式会社三城ホールディングス
- ハッチ（Hatch） - メガネスーパーグループ
- 眼鏡市場 - メガネトップグループ
- GLASSISM - 株式会社オプティ
- Zoff - 株式会社インターメスティック
- OWNDAYS - 株式会社オンデーズ